# Johan Petter Lundberg
Johan Petter Lundberg i riksdagen kallad Lundberg i Västerteg,  född 17 januari 1819 i Umeå landsförsamling, Västerbottens län, död 22 januari 1905 i Umeå landsförsamling, var en svensk byggmästare, hemmansägare och riksdagspolitiker.
Lundberg innehade hemmanet Västerteg 14:24 i Umeå socken. Han byggde fartyg i hembyn, bland annat galeasen Freden, och som byggmästare uppförde han Sorsele kyrka 1859–1860 och Holmsunds kyrka 1863. Han var även politiker och ledamot av riksdagens andra kammare 3 februari – 12 april 1875.